# Kapca (Szlovénia)
Kapca (szlovénül: Kapca) magyarok lakta falu Szlovéniában, a Muravidéken. Közigazgatásilag Lendva községhez tartozik.

## Fekvése
Lendvától 6 km-re nyugatra, a Mura bal partján, a Muraszombat-Lendva  főút mellett fekszik.

## Története
Területén már az ókorban is éltek emberek. Ezt bizonyítják a határában található római kori halomsírok.
A települést 1291-ben "Capcha" alakban említik először. 1381-ben "Kapcha", 1524-ben "Kapcza" néven szerepel. 1379-ben az alsólendvai Bánffy család kapta I. Lajos magyar királytól adományként. 1644-ig a család kihalásáig volt a Bánffyak birtoka. Ezután a Nádasdy család birtoka lett. 1690-ben Eszterházy nádor több más valaha Bánffy-birtokkal együtt megvásárolta. Ezután végig a család birtoka maradt.
A település hagyományos háziipara volt a kosárfonás mellett a vászonszövés, neve is ezzel van összefüggésben.
Vályi András szerint " KAPCZA. Elegyes tót falu Szala Várm. földes Ura Hert. Eszterházy Uraság, lakosai katolikusok, fekszik Alsó Lendvához közel, és annak filiája, Mura vize mellett, mellynek ki öntései alkalmatlaníttyák; de másként 282jó termékenységű, határja van."
1910-ben 725, többségben magyar lakosa volt, 17%-os szlovén kisebbséggel.
Közigazgatásilag Zala vármegye Alsólendvai járásának része volt. 1919-ben a Szerb–Horvát–Szlovén Királysághoz csatolták, ami tíz évvel később vette fel a Jugoszlávia nevet. 1941-ben a Muramentét a magyar hadsereg visszafoglalta és 1945-ig ismét Magyarország része volt, majd a második világháború befejezése után végleg jugoszláv kézbe került. 1991 óta a független Szlovén Köztársaság része. 2002-ben 450 lakosa volt.

## Nevezetességei
- Neogótikus kápolnája a 20. század első harmadában épült.
- Római kori halomsírok.